# Peter van Huffel
Peter van Huffel (née le 6 septembre 1978 à Kingston, Ontario) est un saxophoniste, clarinettiste et compositeur de jazz canadien. Il vit à Berlin.

## Biographie
Van Huffel a grandi à Kingston, en Ontario. À l'âge de douze ans, il apprend d'abord à jouer de la clarinette, mais passe au saxophone alto à l'âge de 13 ans. Sa carrière débute à Toronto. De 2002 à 2008, il a vécu à New York. Pendant ce temps, il se fait un nom sur la scène jazz locale. Il est diplômé de la Manhattan School of Music. En 2008, il s'installe à Berlin.
Le jeu de saxophone de Van Huffel est considéré comme particulièrement intense et puissant, ce qui est particulièrement évident dans les enregistrements de son trio jazz punk Gorilla Mask. Il coopère entre autres avec sa femme d'alors, la chanteuse belge Sophie Tassignon. Il a également joué avec Alex Maksimyiv, Andreas Willers, Oliver Steidle, Chris Potter, Donny McCaslin, Dave Binney, Tony Malaby et Julie Sassoon.

## Discographie
- 2007: Quintet Silvester Battlefield (Fresh Sound Records)
- 2008: Hufflignon avec Sophie Tassignon (Clean Feed Records)
- 2010: Peter van Huffel Quartet Like the Rusted Key (Fresh Sound Records)
- 2014: Boom Crane avec Michael Bates et Jeff Davis (Fresh Sound Records)
- 2014: Gorilla Mask Bite My Blues (Clean Feed Records)
- 2015: The Scrambling Ex avec Andreas Willers et Oliver Steidle (FMR Records)
- 2017: Gorilla Mask Iron Lung (Clean Feed Records)
- 2019: Gorilla Mask Brain Drain (Clean Feed Records)
- 2022: Gorilla Mask Mind Raid (Clean Feed Records)